# Cathy Kessel
Cathy Kessel é uma pesquisadora americana em educação matemática ex-presidente da Association for Women in Mathematics, ganhadora do Prêmio Louise Hay da Associação para Mulheres em Matemática e blogueira de Matemática e Educação. Atualmente é editora da Illustrative Mathematics.